# Adelheidstraße 28 (Quedlinburg)

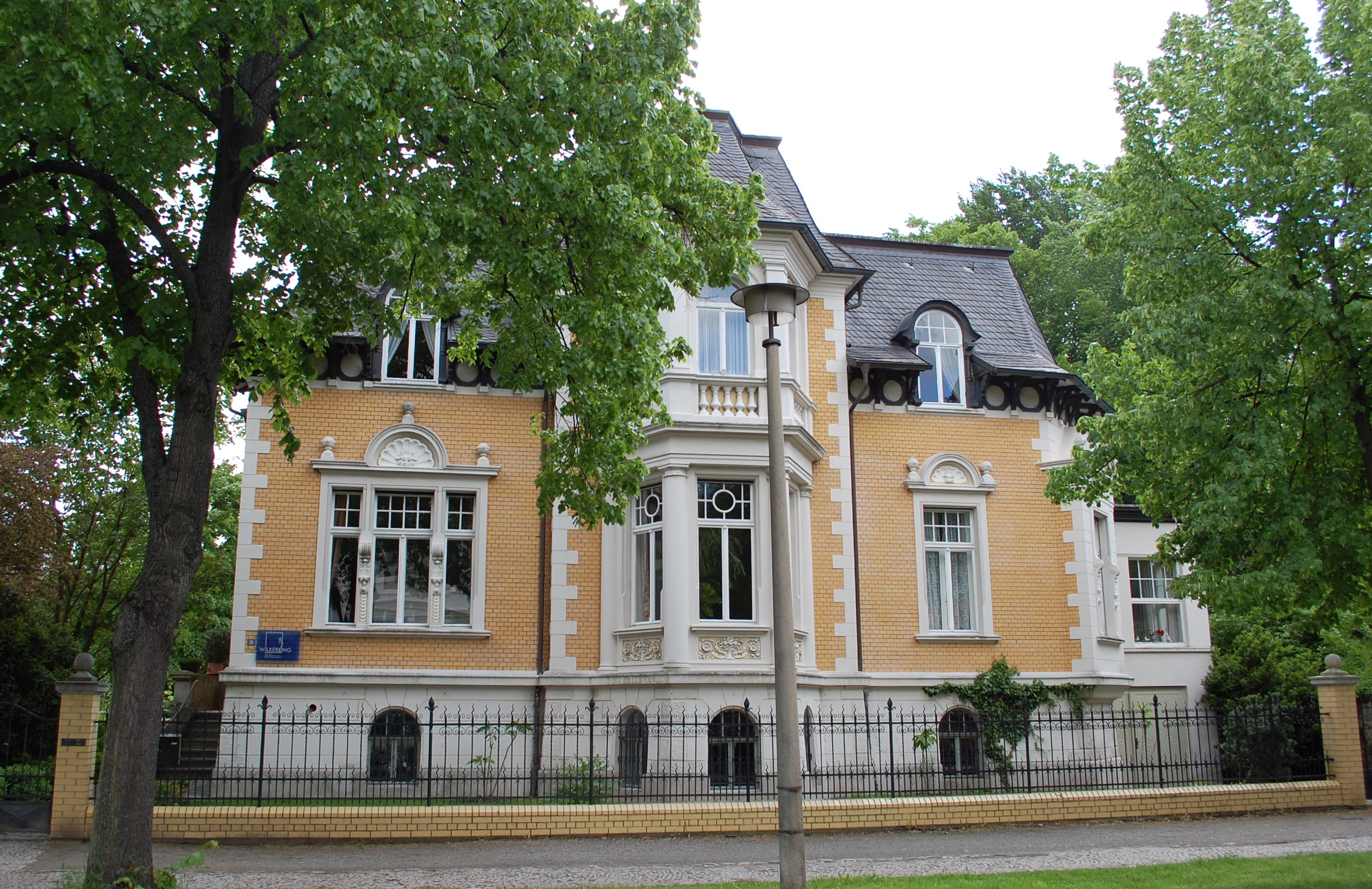
Adelheidstraße 28

Das Haus Adelheidstraße 28 ist eine denkmalgeschützte Villa in der Stadt Quedlinburg in Sachsen-Anhalt.

## Architektur und Geschichte
Die Villa entstand in der Zeit um 1890 im Stil des Historismus. Die Gestaltung des Hauses zitiert die Schlösserarchitektur der Renaissance und des Barock. Der Mittelrisalit der Villa verfügt über einen polygonalen Standerker und weist eine turmartige Gestaltung auf. Die Fassade ist mit Klinkern und Putzelementen gegliedert. Als Bedachung besteht ein mit Schiefer gedecktes Mansarddach.
Der Garten weist eine parkartige Gestaltung auf und ist mit einer schmiedeeisernen Umzäunung umgeben.